# Giverny
Giverny é uma comuna francesa na região administrativa da Normandia, no departamento de Eure. Estende-se por uma área de 6,45 km². Em 2010 a comuna tinha 509 habitantes (densidade: 78,9 hab./km²).
Em Giverny localizam-se a Casa e os jardins de Claude Monet que inspiraram tantas obras do artista. O acesso é tranquilo, partindo de Paris, da estação de metrô St Lazare, pega-se o RER até Vernon e de lá há saídas de ônibus até Giverny.

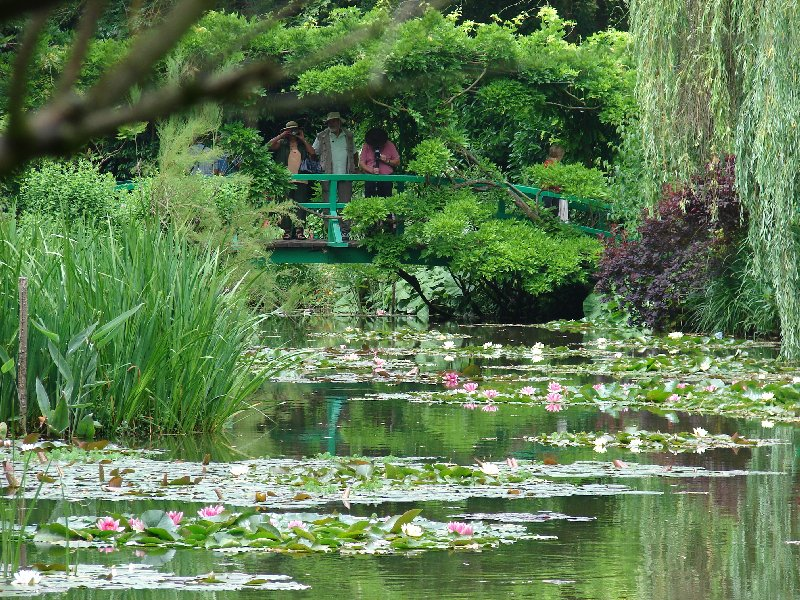
Jardim e espelho d'água na casa de Claude Monet em Giverny. Ao fundo, a famosa ponte japonesa